# Flagelliphantes
Genre
Flagelliphantes est un genre d'araignées aranéomorphes de la famille des Linyphiidae.

## Distribution
Les espèces de ce genre se rencontrent en écozone paléarctique.

## Liste des espèces
Selon World Spider Catalog (version 24.5, 06/08/2023) :
- Flagelliphantes bergstromi (Schenkel, 1931)
- Flagelliphantes flagellifer (Tanasevitch, 1988)
- Flagelliphantes sterneri (Eskov & Marusik, 1994)
- Flagelliphantes yunxia Yao & Irfan, 2023

## Systématique et taxinomie
Ce genre a été décrit par Saaristo et Tanasevitch en 1996 dans les Linyphiidae.

## Publication originale
- Saaristo & Tanasevitch, 1996 : « Redelimitation of the subfamily Micronetinae Hull, 1920 and the genus Lepthyphantes Menge, 1866 with descriptions of some new genera (Aranei, Linyphiidae). » Berichte des naturwissenschaftlich-medizinischen Vereins in Innsbruck, vol. 83, p. 163-186 (texte intégral)